# Andrew McIntyre
Andrew McIntyre (* 9. August 1855 in Alexandria in Schottland; † 30. März 1941 ebenda)  war ein schottischer Fußballspieler. Der zweifache schottische Nationalspieler gewann in seiner Vereinskarriere mit dem FC Vale of Leven in den 1870er Jahren dreimal in Folge den schottischen Pokal.

## Karriere
Andrew McIntyre spielte in seiner Fußballkarriere für den FC Vale of Leven aus Alexandria unweit seines Geburtsorts Bonhill. Für den Verein spielte er mindestens von 1874 bis 1885. McIntyre war kraftvoll gebaut und galt als idealer Spieler für die Verteidigung. Bekannt war er für sein gutes Passspiel. 
Für Vale of Leven debütierte er 1874 im Alter von 19 Jahren. Mit ihm in der Mannschaft holte Vale of Leven 1877, 1878 und 1879 dreimal hintereinander den schottischen Pokal.
Am 2. März 1878 debütierte McIntyre in der schottischen Nationalmannschaft gegen England. Im Hampden Park von Glasgow fügten die Schotten den Engländern beim 7:2-Heimerfolg die höchste bis dato erlittene Niederlage der Länderspielgeschichte zu, die 1954 durch ein 1:7 gegen Ungarns Goldene Elf überboten wurde. 
Ein weiteres Länderspiel absolvierte McIntyre 1882 erneut gegen England, das mit 5:1 gewonnen wurde.

## Erfolge
mit dem FC Vale of Leven
- Schottischer Pokalsieger (3): 1877, 1878, 1879